# Cour administrative d'appel de Nancy
Cet article possède un paronyme, voir Cour d'appel de Nancy.
La cour administrative d'appel de Nancy est la juridiction d'appel des décisions rendues par les tribunaux administratifs de Besançon, Châlons-en-Champagne, Nancy et Strasbourg. Elle a été créée par la loi du 31 décembre 1987, en même temps que celles de Bordeaux, Lyon, Nantes et Paris, toutes entrées en fonction le 1er janvier 1989. 

## Site
La cour siège à l'hôtel de Fontenoy. Il a été construit entre 1722 et 1723 dans la rue du Haut-Bourgeois. Les premiers propriétaires sont Pierre-Georges Le Preudh'omme, comte de Vitrimont et son épouse Constance-Françoise des Armoises. Le second propriétaire en sera Louis Le Preud'homme, comte de Fontenoy. C'est sous ce dernier nom qu'il passera à la postérité.
Édifié par Germain Boffrand, entre la rue et le fossé de l'ancien rempart, l'hôtel occupe une vaste parcelle et propose une façade monumentale sur rue, telles que celles de l'hôtel Ferraris ou l'hôtel de Custine, ouverte sur cour bordées de deux ailes en retour sur les communs. Une seconde cour, aujourd'hui disparue, existait derrière ces communs. À droite de la façade, fait exceptionnel, se trouvait un jardin clos (transformé en square public en 1934).
Au XIXe siècle, il change plusieurs fois de propriétaires jusqu'au marquis Albert de Frégeville qui y fait réaliser d'importants travaux : suppression du corps de bâtiment contenant les communs, reconstruits en fond de cour, ajout d'un corps de bâtiment prolongeant l'aile sur jardin, modifications de certains décors intérieurs ainsi que de la cage d'escalier.
Lors de la grande phase de protection du patrimoine classique de 1944, les décors furent inscrits, les façades, toitures ainsi que la fontaine furent classées. Propriété de la ville de Nancy depuis 1922, la cour administrative d'appel y fut installée en 1989.

## Organisation

Carte des ressorts des cours administratives d'appel, celui de Nancy est en jaune.

La cour est composée de vingt-trois magistrats, siégeant au sein de quatre chambres.

### Présidents
- 1989-1992 : Roger Jacquin-Pentillon ;
- 1992-1995 : André Guihal ;
- 1995-1997 : Jean-François Hertgen ;
- 1997-2000 : Henri Megier ;
- 2000-2011 : Daniel Giltard ;
- 2011-2013 :  Odile Pierart ;
- 2013-2020 : Françoise Sichler-Ghestin ;
- Depuis 2020 : Sylvie Favier.